# Narcis (rostlina)
Narcis (Narcissus) je rod jednoděložných rostlin z čeledi amarylkovité (Amarylidaceae). Svůj název získal narcis z řeckého jména Narkissos.

## Popis
Jedná se o vytrvalé pozemní byliny s cibulemi. Jsou to rostliny jednodomé s oboupohlavnými květy. Listy jsou po několika v přízemní růžici, jsou jednoduché, přisedlé, s listovými pochvami, čepele listů jsou celokrajné, většinou čárkovité, často nasivělé, ztlustlé a někdy až polooblé, žilnatina je souběžná. Květy jsou oboupohlavné, jsou jednotlivé na vrcholu stonku nebo ve zdánlivých okolících obsahující zpravidla 2–20 květů. Pod květem popř. květenstvím je toulcovitý listen, který je často membránovitý. Okvětí se skládá z 6 okvětních lístků ve 2 přeslenech (3+3), které jsou v dolní části srostlé v okvětní trubku. V ústí trubky je límcovitá nebo trubkovitá pakorunka. Tyčinek je 6. Gyneceum je složeno ze 3 plodolistů, je synkarpní, semeník je spodní. Plodem je třípouzdrá tobolka.

## Rozšíření ve světě
Je známo 27–60 druhů (záleží na pojetí), které jsou rozšířeny v jižní Evropě, v Asii a v severní Africe, jinde se vyskytují pouze adventivně.

## Rozšíření v Česku
V ČR není původní žádný druh z rodu narcis (Narcissus). Narcis žlutý (Narcissus pseudonarcissus) a narcis bílý (Narcissus poëticus) jsou hojně pěstované jarní rostliny, které často zplaňují i do volné přírody. Vzácněji se pěstuje narcis taceta (Narcissus tazetta), který má na rozdíl od předchozích druhů květy v květenství. Jako okrasné rostliny se pěstuje množství kultivarů, které jsou odvozeny od výše zmíněných druhů a jejich kříženců, kromě nich se taky ještě jedná o druhy jako Narcissus bicolor, Narcissus moschatus, Narcissus odoratus, Narcissus jonquilla a asi i dalších.

## Narcisy v zahradnictví
Narcisy se dělí na:
1 – dlouhotrubkovité – vnitřní korunka je stejně dlouhá jako korunní lístky, na stonku je jeden květ
2 – dlouhokorunní – pakorunka je delší než 1/3 květu, na stonku je jeden květ
3 – krátkokorunní – pakorunka je nízká
4 – plnokvěté – lístky jsou zmnožené a nelze rozlišit korunní lístky od pakorunky
5 – triandrus hybridy – na 1 stonku 2 až 6 květů, mírně převislých, pakorunka je kalichovitá a většina okvětních lístků je otočena dozadu
6 – cydamineus hybridy – 1 květ na stonku, okvětní lístky jsou silně ohnuté dozadu, pakorunka je velmi dlouhá
7 – jonquilla hybridy – 1–5 květů na stonku, květy jsou vonné, ploché, drobné, pakorunka je krátká
8 – tazetta hybridy – malokvěté mají na 1 stonku až 20 květů a velkokvěté mají na 1 stonku 3–4 květy, okvětní lístky jsou ploché, pakorunka malá, jsou to pozdní narcisy
9 – doeticus – bílé korunní lístky a oranžová pakorunka, která je krátká spíše jen naznačená
10 – botanické druhy
11 – narcisy s členěnou pakorunkou – na 1 stonku 1 květ, pakorunka do 1/3 délky rozčleněná

## Seznam druhů

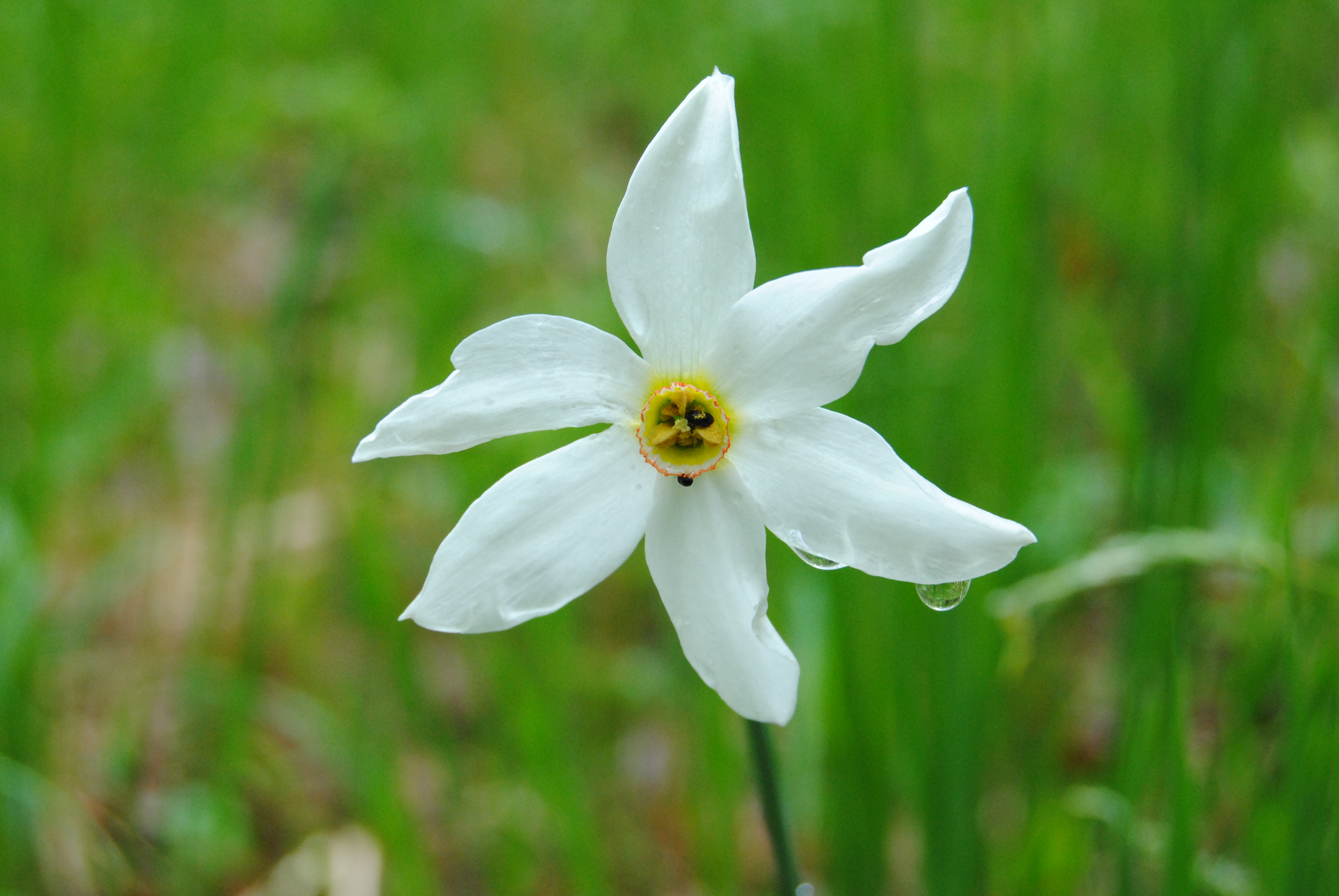
Narcissus poeticus

- Narcissus abscissus (Haw.) Schult. & Schult.f. – jižní Evropa
- Narcissus asturiensis (Jord.) Pugsley – endemit, Španělsko, Portugalsko
- Narcissus bicolor L. – endemit, Francie, Španělsko
- Narcissus bulbocodium L. – jihozápadní Evropa
- Narcissus calcicola Mendonça – endemit, Portugalsko
- Narcissus cantabricus DC. – Španělsko
- Narcissus corcyrensis (Herb.) Nyman – Řecko
- Narcissus cuatrecasasii Fern.Casas, M.Laínz & Ruíz Rejón – endemit, Španělsko
- Narcissus cyclamineus DC. – endemit,Španělsko, Portugalsko
- Narcissus dubius Gouan – endemit, Francie, Španělsko
- Narcissus elegans (Haw.) Spach – Baleáry, Sicílie, Itálie
- Narcissus fernandesii Pedro – Portugalsko
- Narcissus gaditanus Boiss. & Reut. – endemit, Španělsko, Portugalsko
- Narcissus hedraeanthus (Webb & Heldr.) Colmeiro – endemit, Španělsko
- Narcissus hellenicus Pugsley – Řecko
- Narcissus humilis (Cav.) Traub – Španělsko
- Narcissus jonquilla L. – Španělsko, Portugalsko, adventivně i jinde v jižní Evropě i mimo Evropu
- Narcissus lagoi Merino – Španělsko
- Narcissus longispathus Pugsley – endemit, Španělsko
- Narcissus minor L. – endemit, Francie, Španělsko
- Narcissus obvallaris Salisb.
- Narcissus papyraceus Ker Gawl. – jižní Evropa, severní Afrika, adventivně i jinde
- Narcissus poëticus L. – jižní Evropa, adventivně i jinde
- Narcissus pseudonarcissus L. – jižní Evropa, adventivně i jinde
- Narcissus requienii M.Roem. – jihozápadní Evropa
- Narcissus rupicola Dufour – endemit, Španělsko, Portugalsko,
- Narcissus scaberulus Henriq. – endemit, Portugalsko
- Narcissus serotinus L. – jižní Evropa
- Narcissus tazetta L. – jižní Evropa, Írán, adventivně i jinde
- Narcissus triandrus L. – jihozápadní Evropa
- Narcissus verbanensis (Herb.) Pugsley – Řecko, Itálie
- Narcissus viridiflorus Schousb. – endemit, Španělsko
- Narcissus willkommii (Samp.) A.Fern. – endemit, Španělsko, Portugalsko